# Jan Kurinčič
Jan Kurinčič (7 luglio 1987) è un ex giocatore di calcio a 5 sloveno.

## Carriera
Cresciuto nel settore giovanile del Kobarid, con cui ha debuttato in prima squadra ad appena 16 anni, ha giocato in seguito con Gorica e Bronx Škofije prima di fare ritorno a Caporetto. Nel 2008 ha preso parte, con la Slovenia Under-21, al campionato europeo di categoria.

## Palmarès
- Campionato sloveno: 2

Gorica: 2007-2008
Kobarid: 2009-2010
- Coppa di Slovenia: 2

Kobarid: 2004-2005, 2005-2006